# Dolicholygus
Dolicholygus is een geslacht van wantsen uit de familie van de Miridae (Blindwantsen). Het geslacht werd voor het eerst wetenschappelijk beschreven door Bliven in 1957.

## Soorten
Het genus bevat de volgende soort:

- Dolicholygus scrophulariae Bliven, 1956